# Анастасий Салонский
Анастасий Корникулярий (убит в 274 году) — святой мученик Салонский или Спалатский. Дни памяти — 21 августа, 26 августа.
Святой Анастасий был римским трибуном, корникуларием. Обратился к Господу при кончине святого Агапита. Был за это умучен в Салоне, что неподалёку от Рима, или, согласно иным источникам, — в Спалато.